# Tobias van Gent
Tobias van Gent (Deventer, 14 januari 1967) is een Nederlandse historicus en voormalig politicus. Namens de Volkspartij voor Vrijheid en Democratie (VVD) was hij van 5 september 2018 tot 31 maart 2021 lid van de Tweede Kamer der Staten-Generaal.

## Levensloop
Na zijn studie was Van Gent van 2007 tot 2018 universitair docent geschiedenis en politieke wetenschappen aan het University College Roosevelt in Middelburg. Dit heeft hij na zijn tijd in de Tweede Kamer weer opgepakt.
Bij de Provinciale Statenverkiezingen van 2011 werd Van Gent gekozen tot lid van de Provinciale Staten van Zeeland. Bij de verkiezingen van 2015 werd hij herkozen.
Van Gent stond bij de Tweede Kamerverkiezingen van 2017 op plaats 43 van de VVD-kandidatenlijst, wat niet voldoende was om gekozen te worden. Op 5 september 2018 werd hij alsnog geïnstalleerd als lid van de Tweede Kamer, als opvolger van Han ten Broeke die op 4 september 2018 was afgetreden. Op 30 maart 2021 nam hij afscheid van de Tweede Kamer.
- Gemeinsame Normdatei: 1047349051
- International Standard Name Identifier: 0000 0000 3380 6845
- Library of Congress Control Number: n2002042436
- Nederlandse Thesaurus van Auteursnamen: 192730754
- Parlement.com: vjxxc1gyd08x
- Virtual International Authority File: 53508936
- WorldCat: E39PBJfRCJprrMP87QTTbG46rq